# 博桑戈阿
博桑戈阿是中非共和國的城市，也是瓦姆省的首府，位於首都班基以北303公里，瓦姆河流經該鎮，鎮內有小型機場，主要出產棉花和咖啡，2003年人口36,478。
6°29′N 17°27′E / 6.483°N 17.450°E